# Agabus sturmii
Agabus sturmii là một loài bọ cánh cứng bản địa của miền Cổ bắc (bao gồm châu Âu) và Cận Đông.
Ở châu Âu, nó chỉ được tìm thấy ở Áo, Belarus, Bỉ, Bosna và Hercegovina, Quần đảo Anh, Bulgaria, Croatia, Cộng hòa Séc, Đan Mạch lục địa, Estonia, Phần Lan, Chính quốc Pháp, Đức, Hungary, Cộng hòa Ireland, Chính quốc Ý, Kaliningrad, Latvia, Litva, Luxembourg,Cộng hòa Macedonia, Ba Lan, Nga, Slovakia, Slovenia, Chính quốc Tây Ban Nha, Thụy Điển, Thụy Sĩ, Hà Lan và Ukraina.

## Hình ảnh

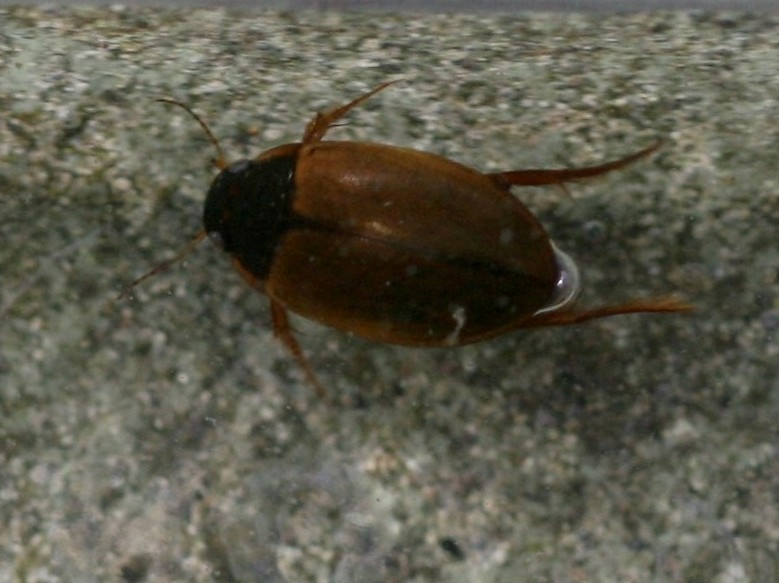
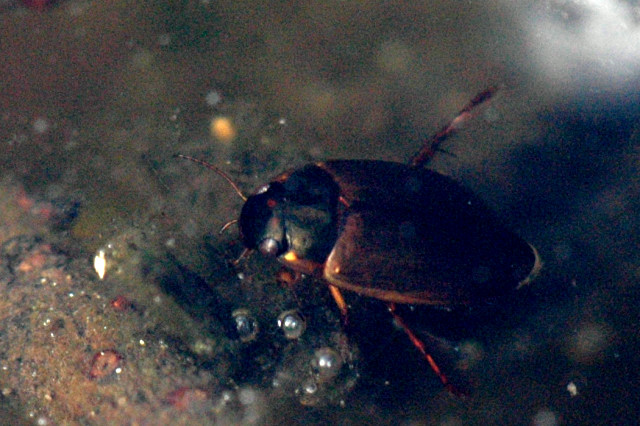
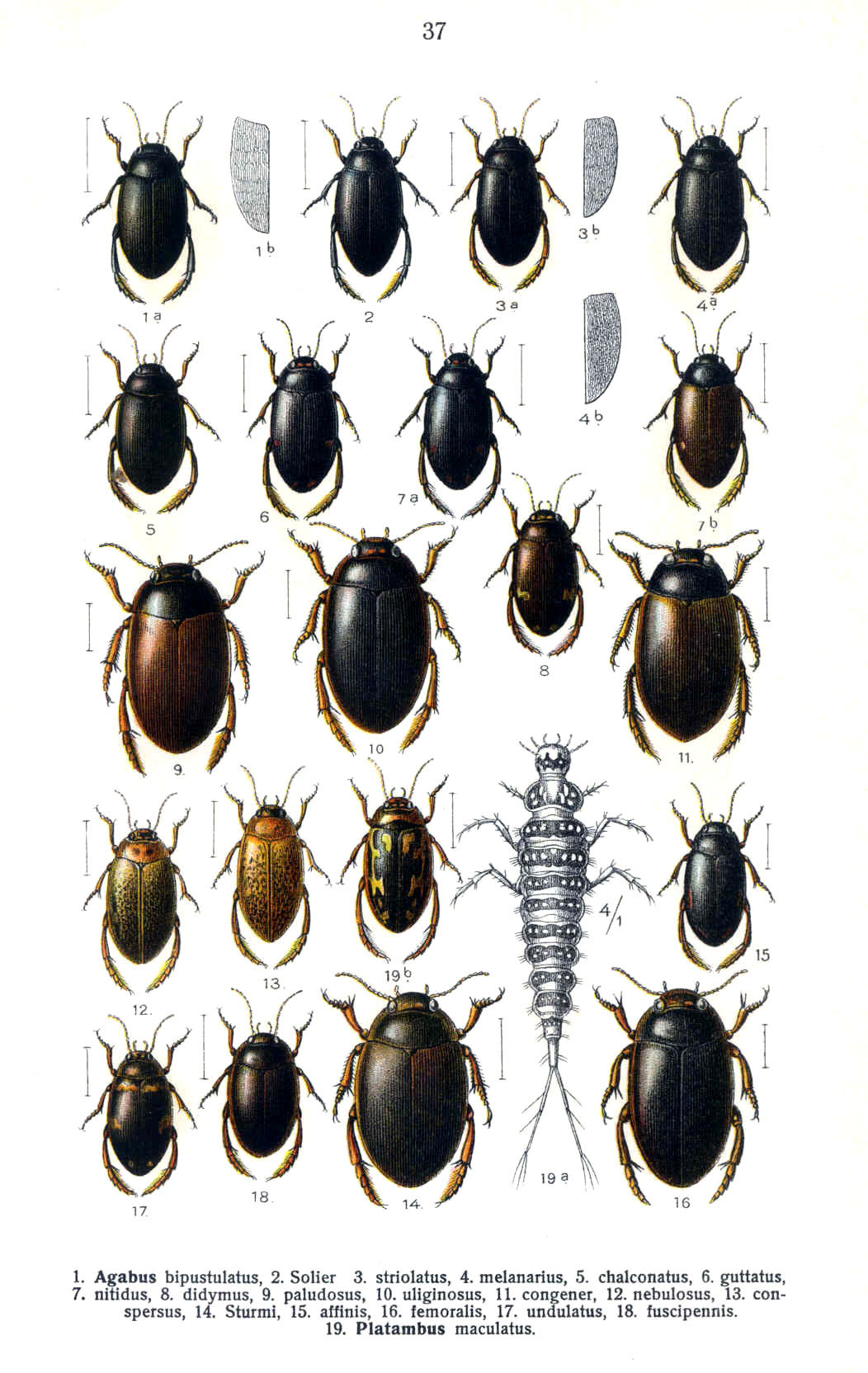
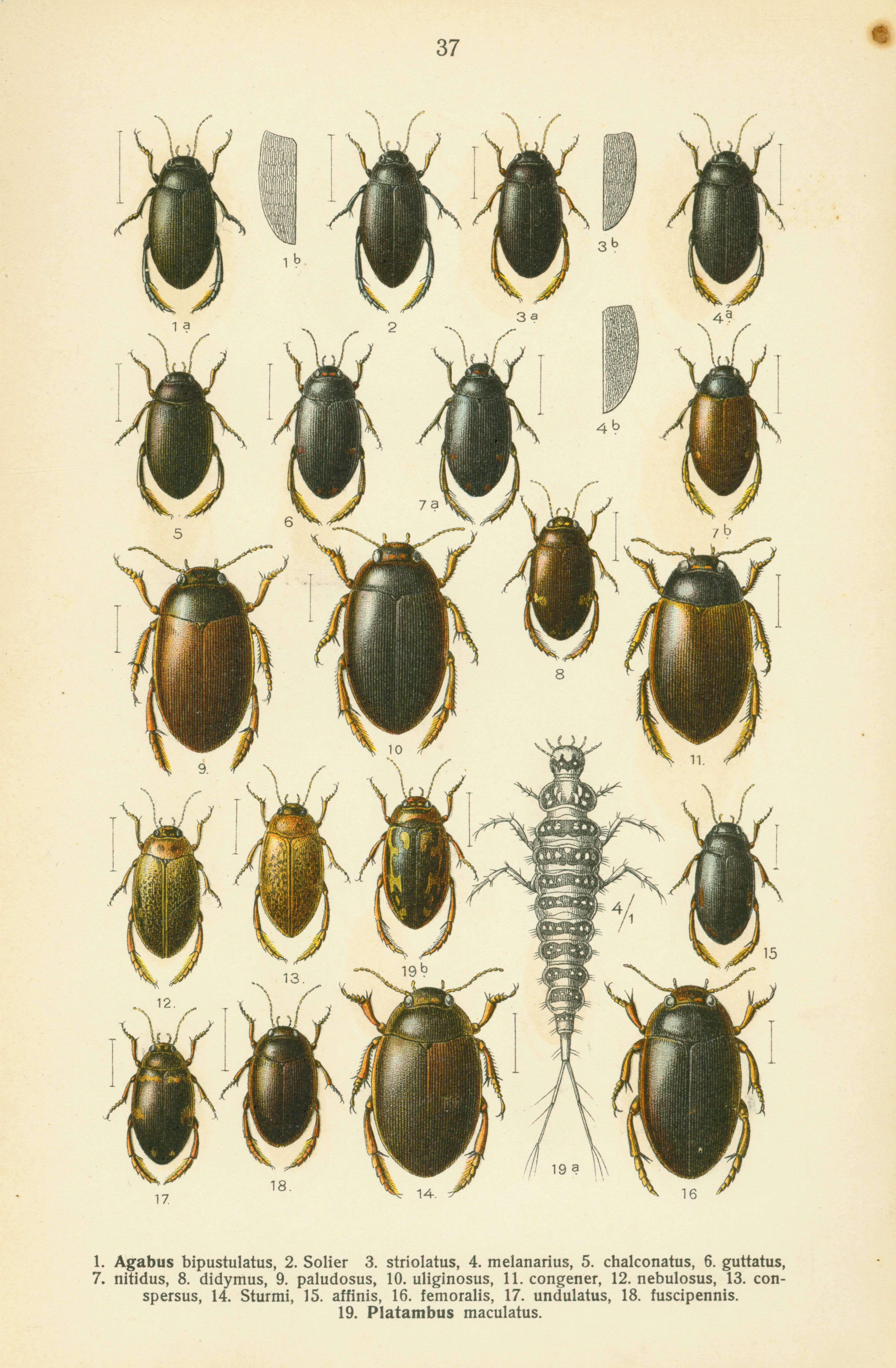